# Lily Castel
Lily Castel (nascida Alice van Acker, Ghent, Bélgica, 10 de abril de 1937) é uma cantora belga conhecida por representar o seu país, a Bélgica no Festival Eurovisão da Canção 1971, com Jacques Raymond.

## Início da carreira
Castel começou a sua carreira como bailarina, aparecendo no programa de televisão Ontdek de Ster, em 1958. Destacou-se noutros trabalhos como cantora, participando no Festival Internacional da Canção de Sopot na década de 1960. Em 1970, fez uma tournée com a também cantora belga Lize Marke.

## Festival Eurovisão da Canção
A final nacional belga para o Festival Eurovisão da Canção 1971 foi ganha pelo duo Nicole & Hugo, com a canção "Goiemorgen, morgen". Mas, menos de uma semana antes do certame, Nicole adoeceu com icterícia e o duo teve que se retirar. Ao último minuto, a VRT (televisão pública da Flandres pediu a Castel e a Jacques Raymond para serem os substituírem. Jacques Raymond era já um conhecido cantor, tendo participado no Festival Eurovisão da Canção 1963. Apesar dos esforços alcançados pelo duo, "Goeiemorgen, morgen" não foi além do 14º lugar entre 18 participantes.

## Carreira posterior
Castel continuo a sua carreira, alcançando êxito em concertos e espetáculos de variedades ao longo dos anos.